# Valtra
Valtra je finski proizvajalec traktorjev, ki je v lasti ameriške korporacije AGCO.
Začetki podjetja segajo v 1950eta, ko so se Bolinder-Munktell in Volvo združili v BM Volvo. BM Volvo in Valmet sta potem skupno proizvajala traktorje pod blagovno znamko Volvo BM Valmet. Kasneje, ko je Volvo prodal svoj del Valmetu pa samo "Valmet". Leta 2001 je Partek kupil podjetje Valmet in preimenoval traktorje kot Valtra-Valmet, kasneje samo Valtra. Leta 2002 je KONE Corporation kupil podjetje Partek in prodal Valtro, ki jo je kupil ameriški AGCO.
Valtra ima tovarne na Finskem in v Braziliji. Valtrine traktorje proizvajajo tudi licenčno v Indiji kot Eicher Valtra in Euro Power. Leta 1998 so podpisali pogodbo o sodelovanju z ukrajinsko Harkovsko tovarno traktorjev (HTZ). Leta 2003 je tudi Hattat v Turčiji začel sestavljati Valtrine traktorje. 
Valtra N-, S- in T- serije traktorji imajo praktično inovacijo. Sedež se lahko zarotira za 180 stopinj in nožne kontrole in volan so podvojeni na zadnjem delu. Tako se traktor lažje upravlja pri vožnji nazaj.

## Trenutni modeli
- Valtra S-serija (270-370 KM)
- Valtra T-serija (139-211 KM)
- Valtra N-serija (88-160 KM)
- Valtra A-serija (74-98 KM)
- Valtra 3000-serija (52-76 KM)

Modeli v Braziliji:
- Valtra BL
- Valtra BM
- Valtra BH
- Valtra BT
- Valtra BC
- Valtra BS

Modeli v Argentini:
- Valtra AR[3]

Valtra je edini proizvajalec traktorjev na svetu z opcijo "a la carte", kjer lahko kupec izbira kabino, barvo in druge opcije.